# Schliersee (commune)
Schliersee est une municipalité de l'arrondissement de Miesbach en Bavière en Allemagne. Elle est nommée d'après le lac homonyme.
Parmi les centres d'intérêt de Schliersee, on peut noter l'église Saint-Sixte avec un tableau représentant la Sainte-Trinité d'Erasmus Grasser et des fresques au plafond de Johann Baptist Zimmermann.
L'excellente qualité de l'eau dans le Schliersee est due en grande partie à la construction d'un système d'épuration des eaux usées de la zone entourant le lac, qui a été soutenue par le land de Bavière.
Schliersee a remporté la finale des Jeux sans frontières 1977 (à Ludwigsbourg, en Allemagne).

## Démographie
| 1840 | 1871  | 1900  | 1925  |
| ---- | ----- | ----- | ----- |
| 675  | 1 155 | 2 269 | 3 379 |

| 1939  | 1950   | 1961  | 1970  |
| ----- | ------ | ----- | ----- |
| 3 980 | 7 349, | 6 001 | 5 807 |

| 1987  | 2000  | 2005  | 2009  |
| ----- | ----- | ----- | ----- |
| 6 338 | 6 338 | 6 547 | 6 664 |

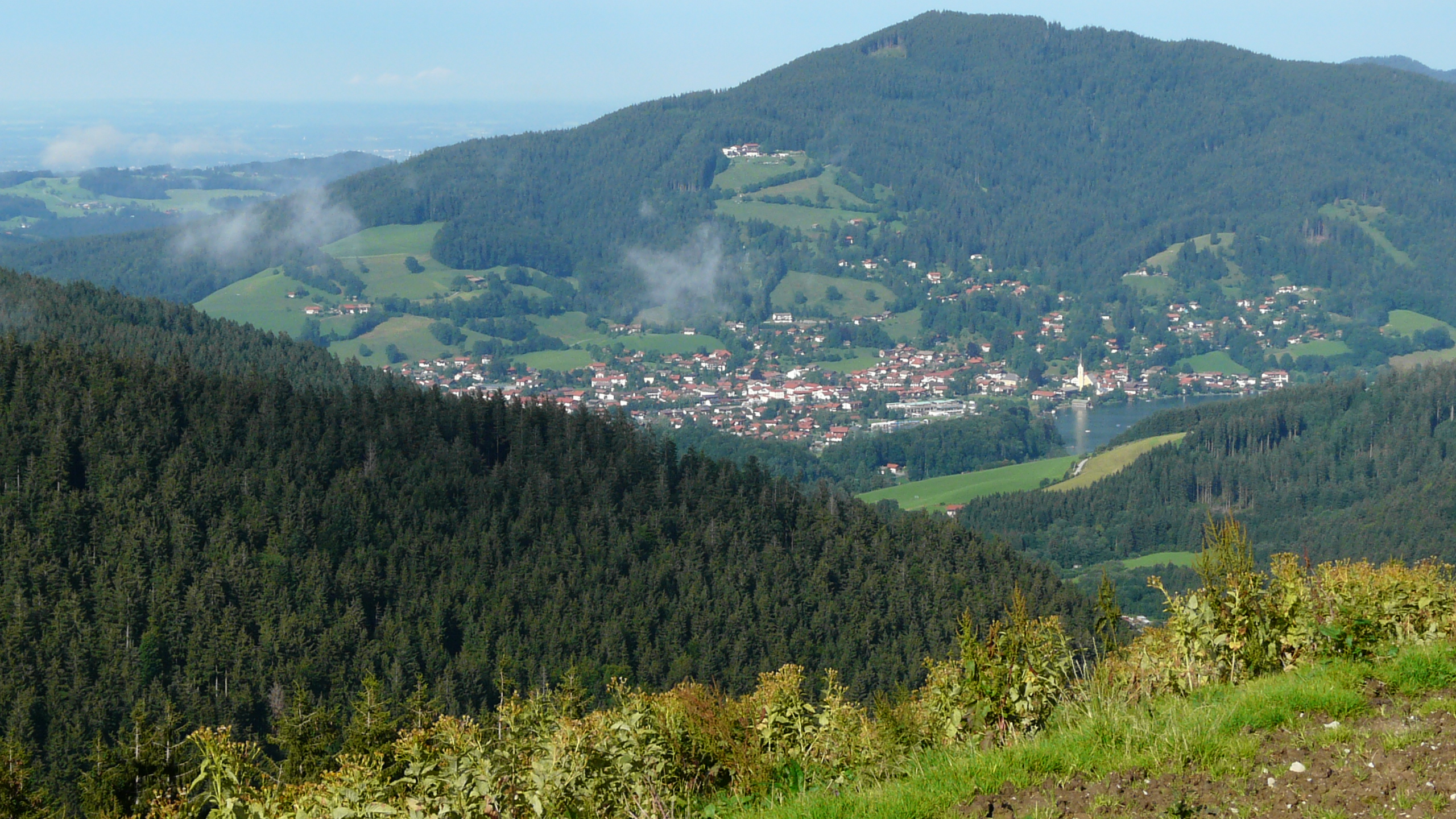
Environnement de Schliersee.
Situation de Schliersee dans l'arrondissement de Miesbach.

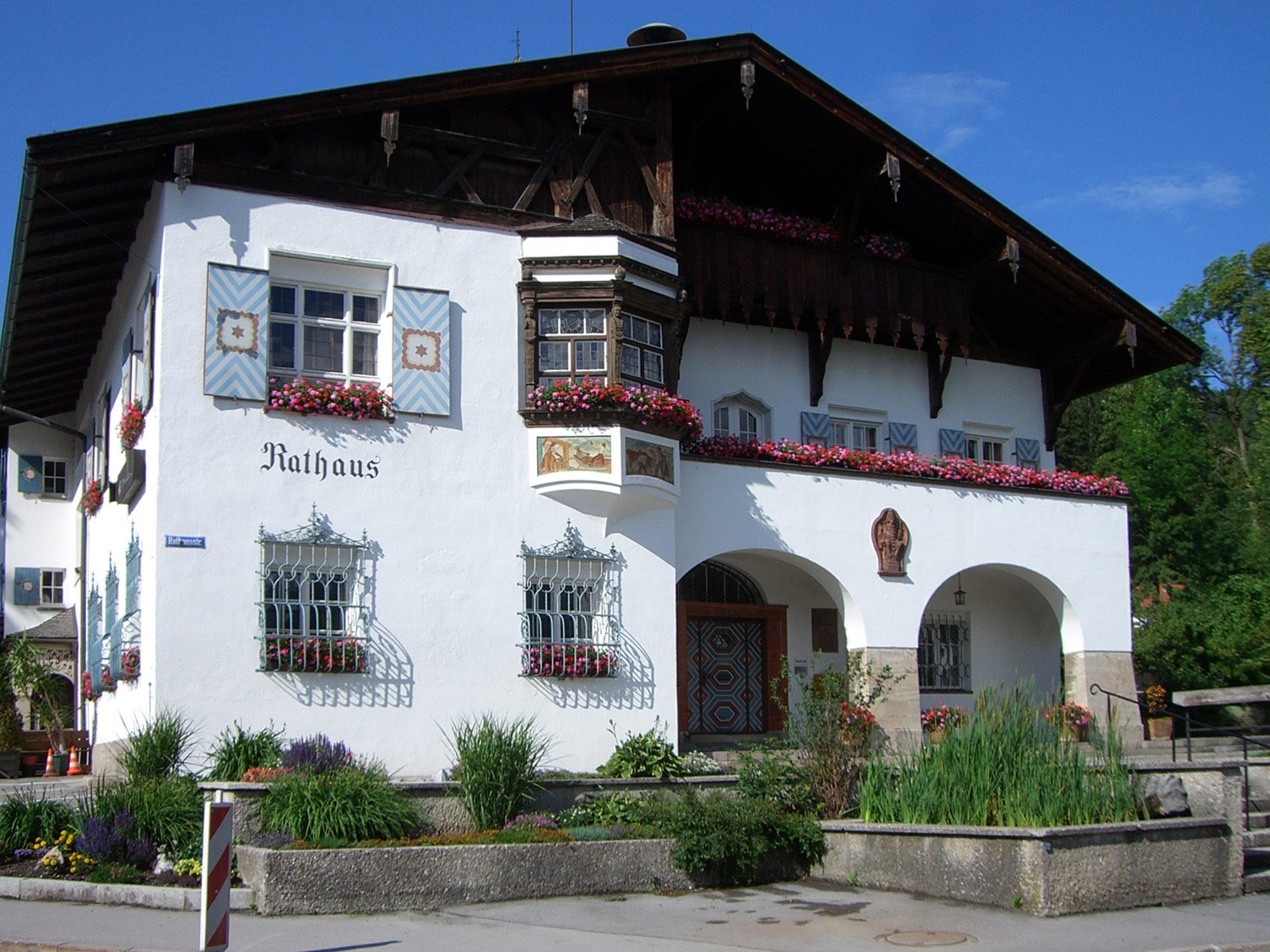
La mairie de Schliersee.